# Área de Conservação da Paisagem de Kalli
A Área de Conservação da Paisagem de Kalli é um parque natural localizado no Condado de Saare, na Estónia.
A sua área é de 480 hectares.
A área protegida foi fundada em 2007 para proteger as áreas de mananciais e nascentes, e comunidades naturais e seminaturais adjacentes, localizadas nas aldeias de Kalli, Kallemäe, Tõnija e Rannaküla.